# Kuststation Djurö

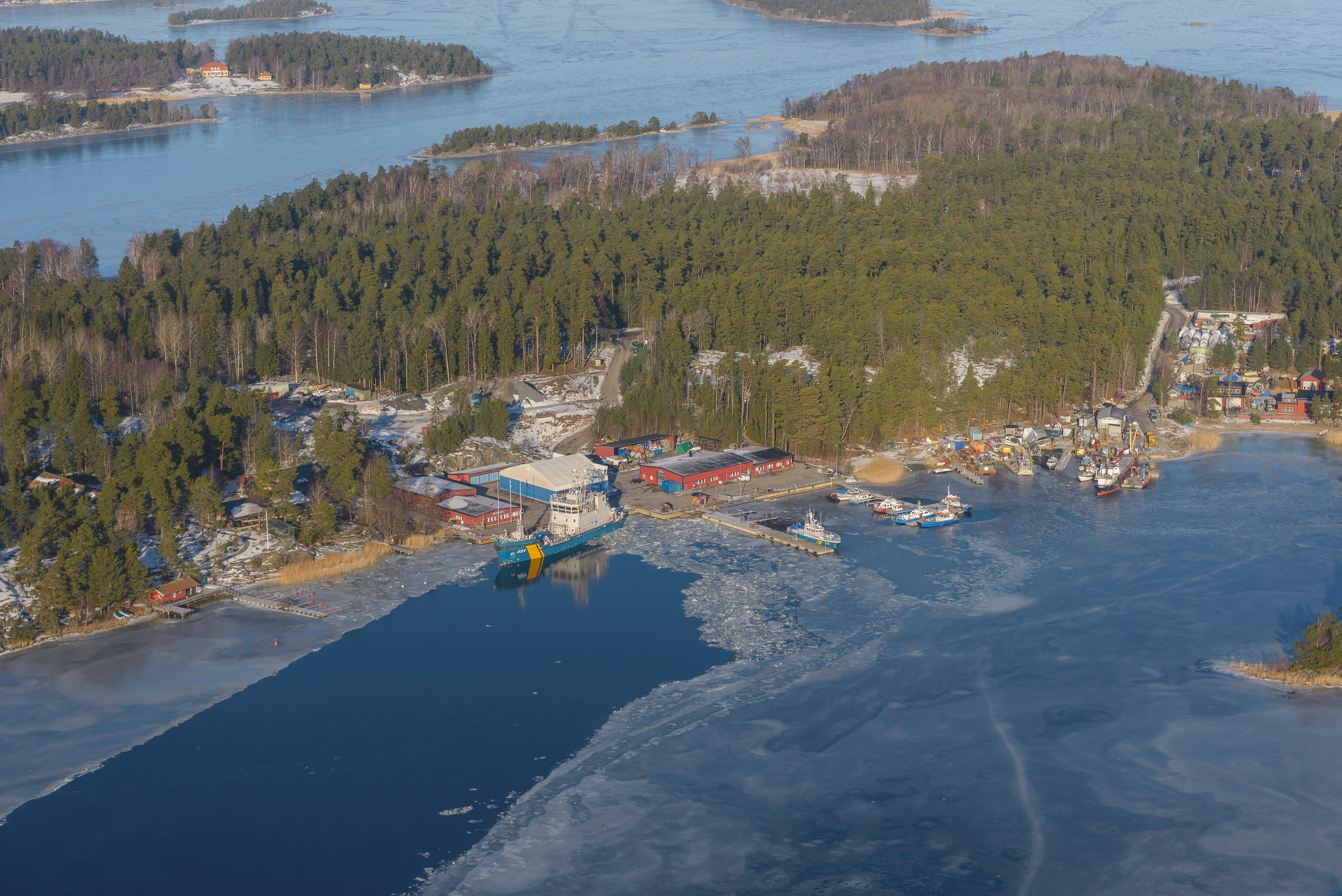
Kuststation Djurö i februari 2013. Kombinationsfartyget KBV 031 ligger längst till vänster i hamnen och övervakningsfartyget KBV 306 finns mitt i bilden.

Kuststation Djurö är Kustbevakningens bas i Djurhamn på Djurö i Värmdö. Den ingår i Djurö Räddningscenter.
Övervakningsområdet för Kuststation Djurö är Stockholms län. I regionen finns också Kuststation Vaxholm, som är en sammanslagning av tidigare Kuststation Vaxholm och Kuststation Furusund.

## Fartyg i juni 2020[2]
- KBV 310 – övervakningsfartyg 301-serien (tidigare på den nedlagda Kuststation Furusund)
- KBV 311 – övervakningsfartyg 301-serien
- KBV 031 – kombinationsfartyg, 52 meter långt, byggt på Peenevarvet i Wolgast i Tyskland 2011
- KBV 071 – strandbekämpare för strandnära oljesanering
- KBV 079 – strandbekämpare för strandnära oljesanering
- KBV 414 – Storebro Stridsbåt 90E
- KBV 438 –  högfartsbåt av modell Cobra FD38
- KBV 439 –  högfartsbåt av modell Cobra FD38 (tidigare på den nedlagd Kuststation Furusund)
- KBV 429 – ribbåt
- KBV 451 – ribbåt
- KBV 465 – arbetsbåt i aluminium av typ Bussjö Alutec
- KBV 847 – vattenskoter

## Bildgalleri

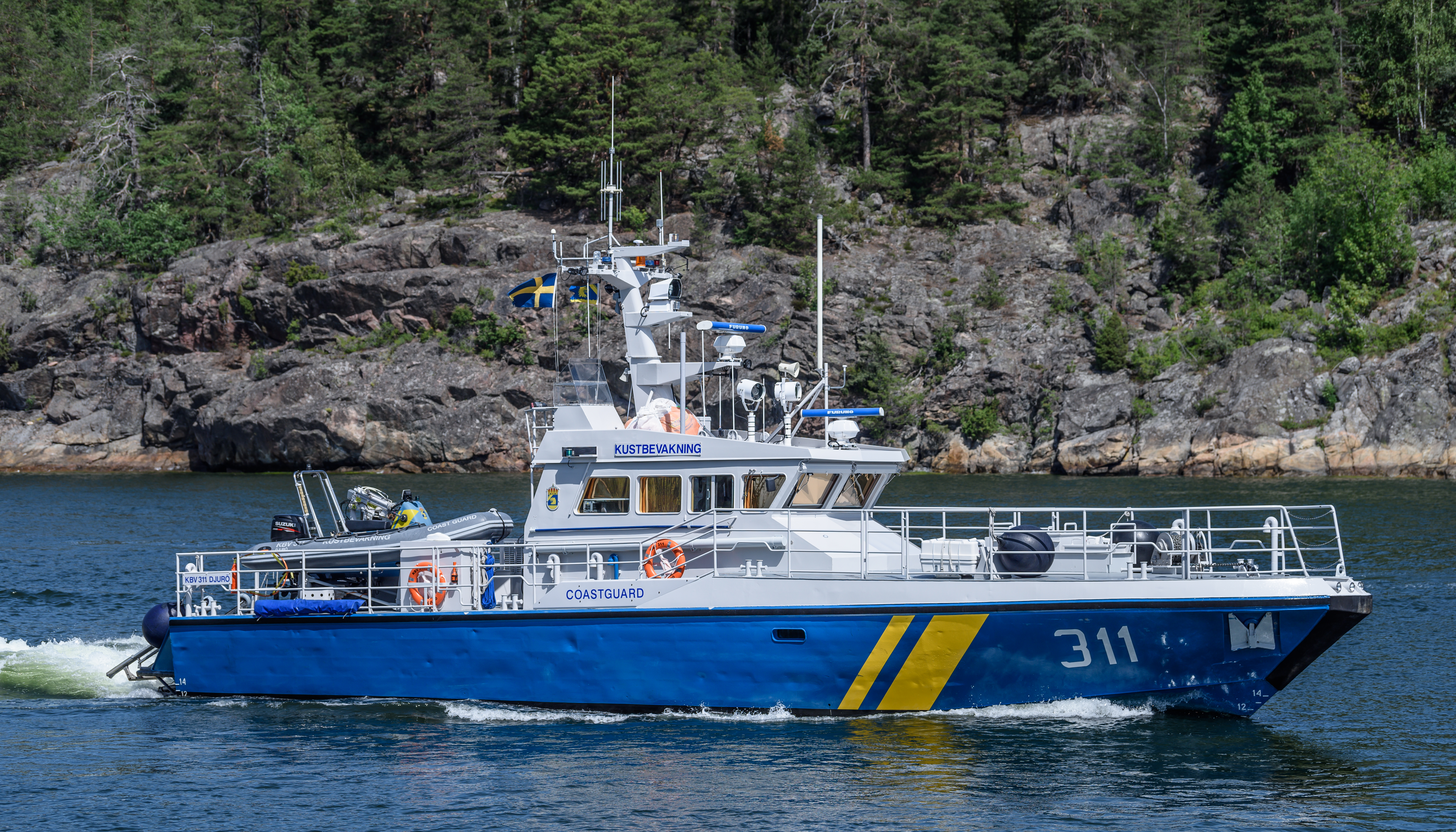
Övervakningsfartyget KBV 311 utanför Vaxholm 2008
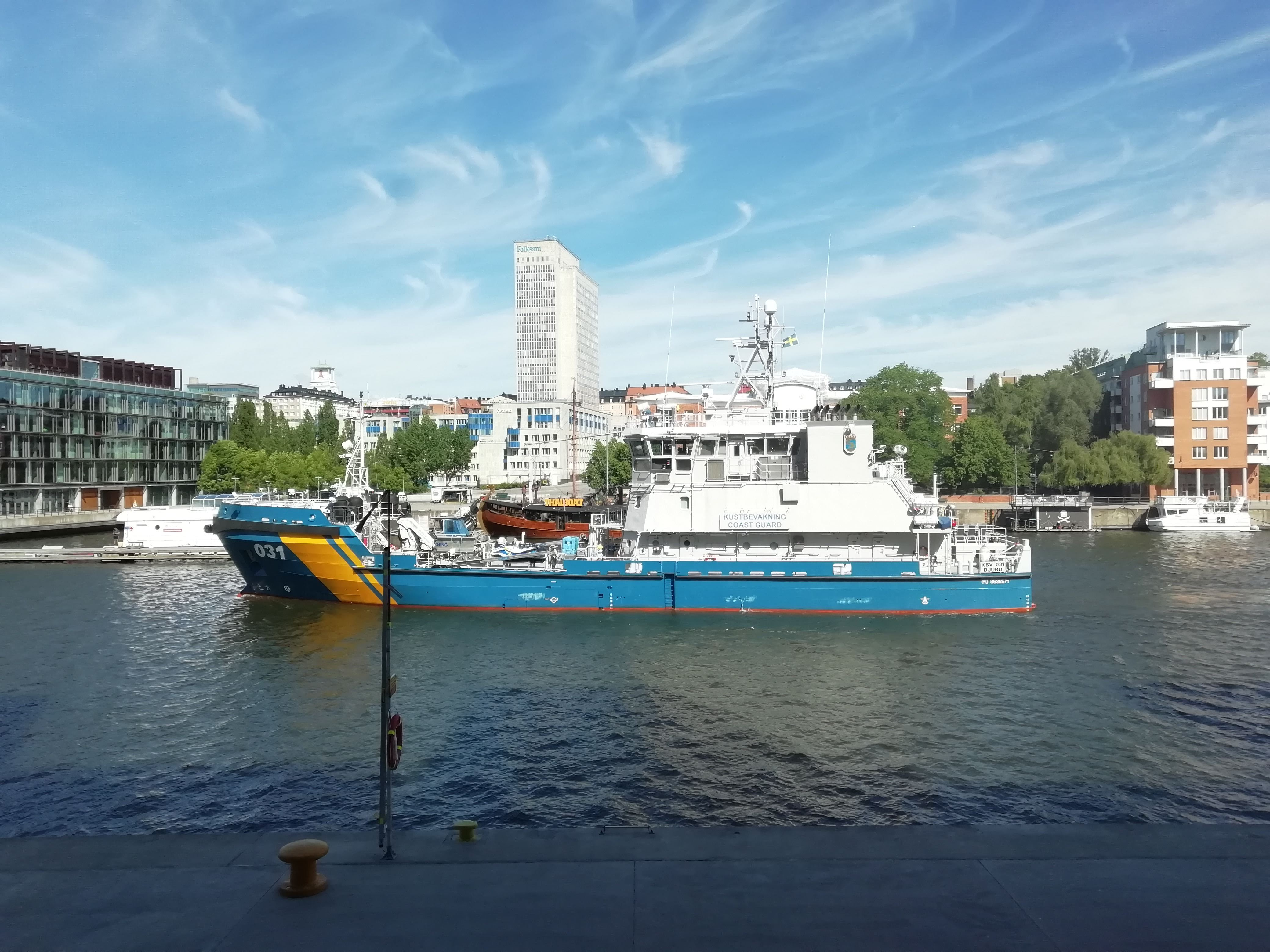
Kombinationsfartyget KBV 031 vid Hammarbyslussen i Stockholm
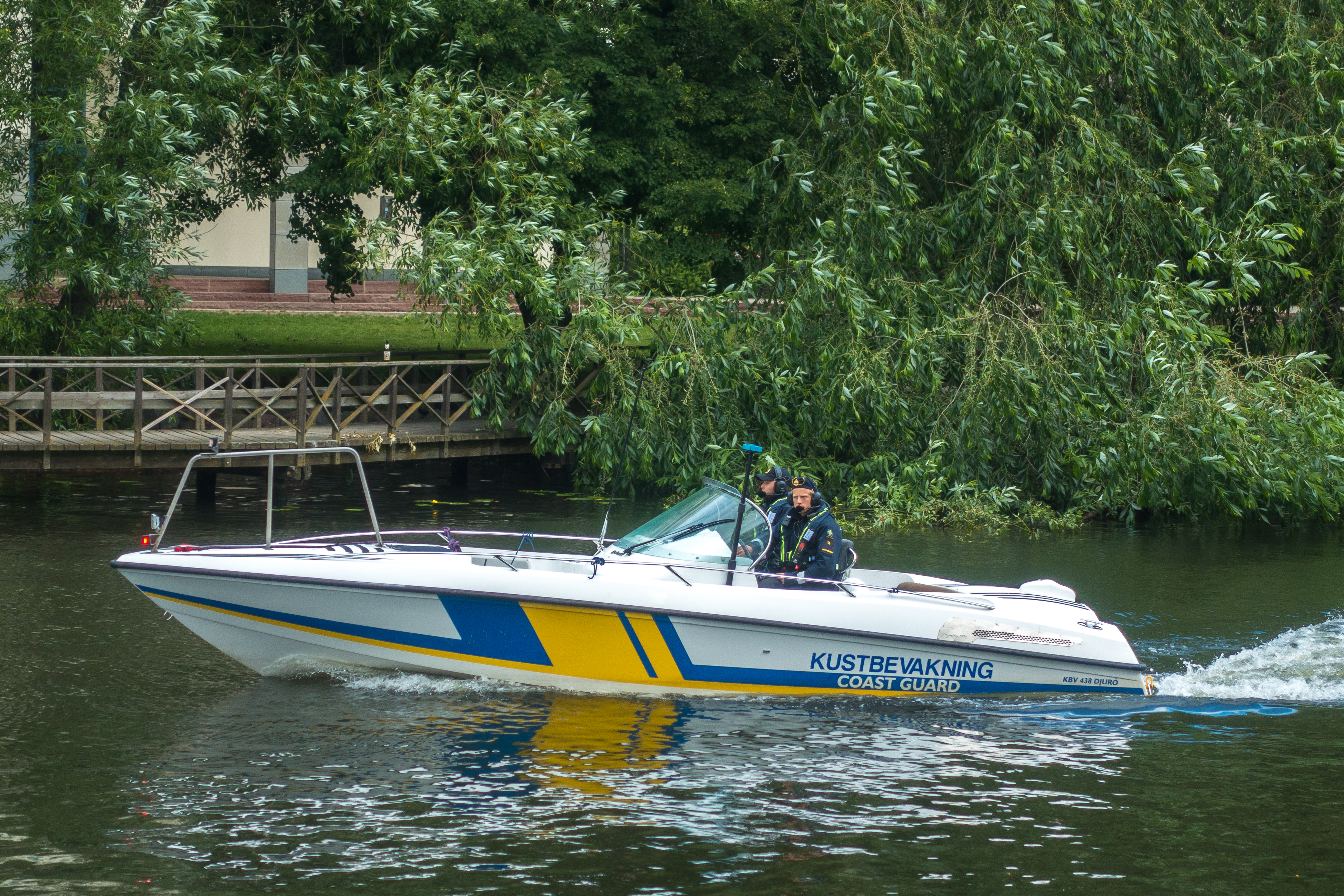
Kustbevakningens högfartsbåt KV438 av typ Cobra 58FD
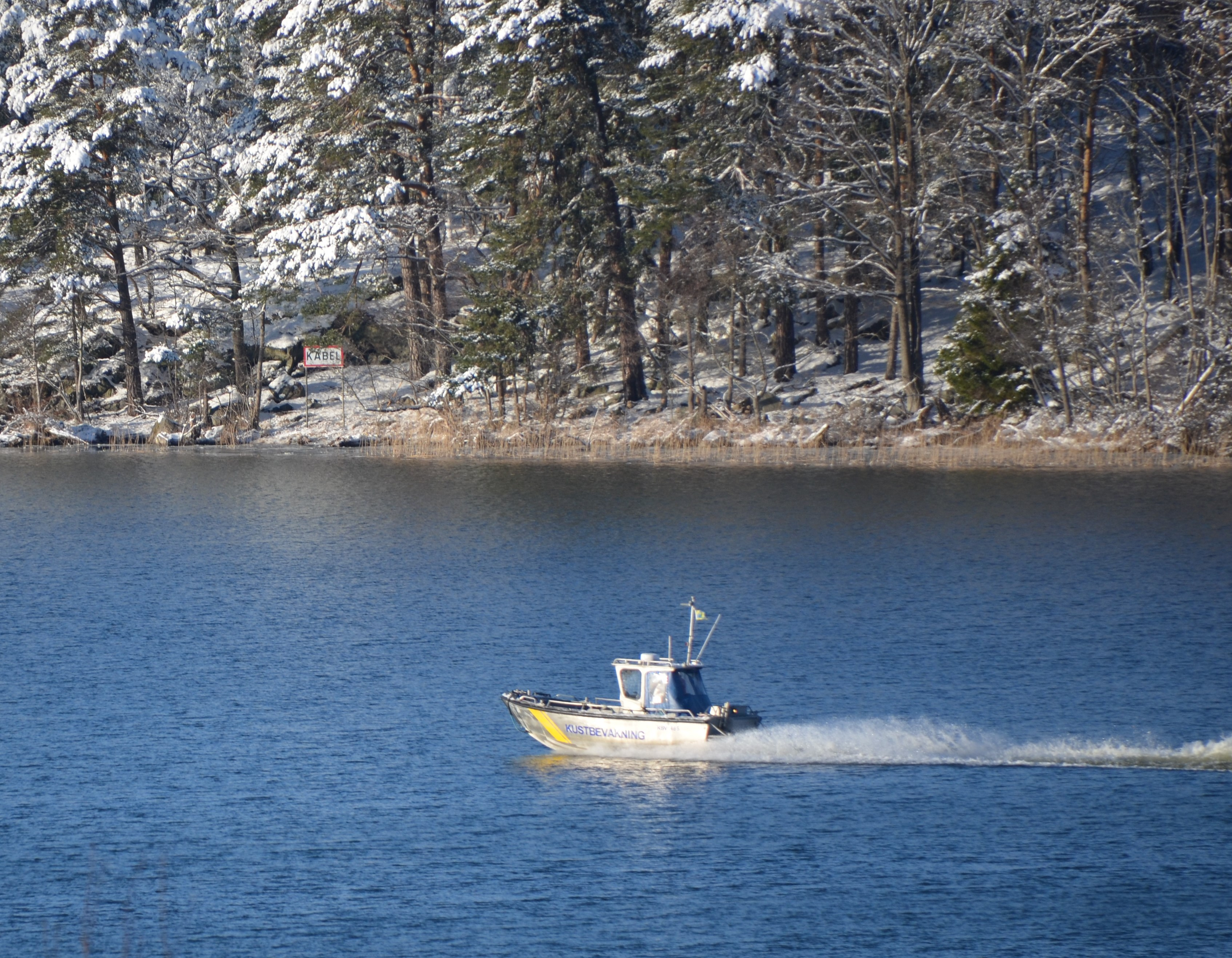
Arbetsbåt KBV 465
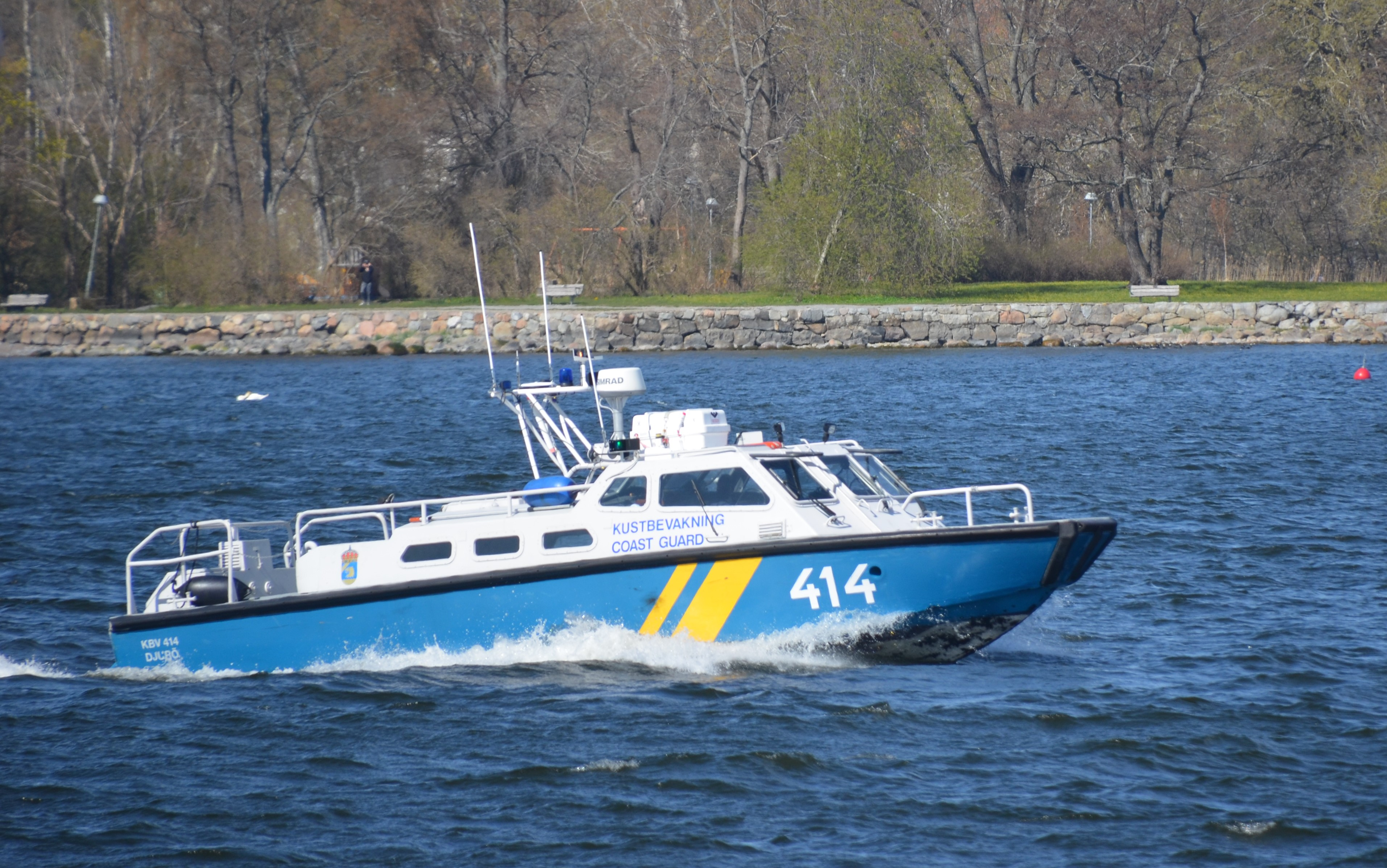
KBV 414